# Chlotrudis Award du meilleur film
Le Chlotrudis Award du meilleur film (Chlotrudis Award for Best Film) est une récompense cinématographique américaine décernée depuis 1995 par la Chlotrudis Society for Independent Film lors de la cérémonie annuelle récompensant les meilleurs films indépendants internationaux.

## Palmarès

### Années 1990
- 1995 : Priscilla, folle du désert (The Adventures of Priscilla, Queen of the Desert) – Réal. : Stephan Elliott
  - Coups de feu sur Broadway (Bullets Over Broadway) – Réal. : Woody Allen
  - Les Quatre Filles du docteur March (Little Women) – Réal. : Gillian Armstrong
  - Pulp Fiction – Réal. : Quentin Tarantino
  - Vanya, 42e rue (Vanya on 42nd Street) – Réal. : Louis Malle
- 1996 : La Dernière Marche (Dead Man Walking) – Réal. : Tim Robbins
  - Amateur – Réal. : Hal Hartley
  - Babe, le cochon devenu berger (Babe) – Réal. : Chris Noonan
  - Jeffrey – Réal. : Christopher Ashley
  - Le Secret Roan Inish (The Secret of Roan Inish) – Réal. : John Sayles
  - Raison et Sentiments (Sense and Sensibility) – Réal. : Ang Lee
- 1997 : Sling Blade – Réal. : Billy Bob Thornton
  - Beautiful Thing – Réal. : Hettie MacDonald
  - À table (Big Night) – Réal. : Stanley Tucci et Campbell Scott
  - Fargo – Réal. : Joel Coen
  - Simples Secrets (Marvin's Room) – Réal. : Jerry Zaks
  - Secrets et mensonges (Secrets & Lies) – Réal. : Mike Leigh

- 1998 : L.A. Confidential
  - De beaux lendemains (The Sweet Hereafter)
  - The Full Monty - Le Grand Jeu (The Full Monty)
  - L'Invitée de l'hiver (The Winter Guest)
  - Shall We Dance? (Shall we ダンス?)
  - Une vie normale (''Hollow Reed)

- 1999 : Ni dieux ni démons (Gods and Monsters) – Réal. : Bill Condon
  - Elizabeth – Réal. : Shekhar Kapur
  - Happiness – Réal. : Todd Solondz
  - High Art – Réal. : Lisa Cholodenko
  - La vie est belle (La vita è bella) – Réal. : Roberto Benigni
  - Sexe et autres complications (The Opposite of Sex) – Réal. : Don Roos

### Années 2000
- 2000 : Magnolia – Réal. : Paul Thomas Anderson
  - After Life (ワンダフルライフ) – Réal. : Hirokazu Koreeda
  - American Beauty – Réal. : Sam Mendes
  - Dans la peau de John Malkovich (Being John Malkovich) – Réal. : Spike Jonze
  - Boys Don't Cry – Réal. : Kimberly Peirce
  - Le Géant de fer (The Iron Giant) – Réal. : Brad Bird
  - Rushmore – Réal. : Wes Anderson
  - L'Honneur des Winslow (The Winslow Boy) – Réal. : David Mamet
- 2001 : Requiem for a Dream – Réal. : Darren Aronofsky
  - Beau Travail – Réal. : Claire Denis
  - Tigre et Dragon (臥虎藏龍) – Réal. : Ang Lee
  - Dancer in the Dark – Réal. : Lars von Trier
  - Les Cinq Sens (The Five Senses) – Réal. : Jeremy Podeswa
  - Babylon, USA (Judy Berlin) – Réal. : Eric Mendelsohn
  - Traffic – Réal. : Steven Soderbergh
- 2002 : (ex æquo)
  - In the Mood for Love (花樣年華) – Réal. : Wong Kar-wai
  - Mulholland Drive – Réal. : David Lynch
    - Le Fabuleux Destin d'Amélie Poulain – Réal. : Jean-Pierre Jeunet
    - Amours chiennes (Amores perros) – Réal. : Alejandro González Iñárritu
    - Le Cercle (دایره) – Réal. : Jafar Panahi
    - In the Bedroom – Réal. : Todd Field
    - Memento – Réal. : Christopher Nolan
    - Yi Yi (一一) – Réal. : Edward Yang
- 2003 : Loin du paradis (Far from Heaven) – Réal. : Todd Haynes
  - Donnie Darko – Réal. : Richard Kelly
  - La Pianiste – Réal. : Michael Haneke
  - Punch-Drunk Love – Réal. : Paul Thomas Anderson
  - Le Chemin de la liberté (Rabbit-Proof Fence) – Réal. : Phillip Noyce
  - Thirteen Conversations About One Thing – Réal. : Jill Sprecher
  - Y tu mamá también – Réal. : Alfonso Cuarón
- 2004 : Lost in Translation – Réal. : Sofia Coppola
  - 28 jours plus tard (28 Days Later) – Réal. : Danny Boyle
  - American Splendor – Réal. : Shari Springer Berman et Robert Pulcini
  - Lilja 4-ever – Réal. : Lukas Moodysson
  - Spellbound – Réal. : Jeffrey Blitz
  - The Station Agent' – Réal. : Tom McCarthy
  - Les Triplettes de Belleville – Réal. : Sylvain Chomet
- 2005 : (ex æquo)
  - Printemps, été, automne, hiver… et printemps (봄 여름 가을 겨울 그리고 봄) – Réal. : Kim Ki-duk
  - La Trilogie (Cavale, Un couple épatant et Après la vie) – Réal. : Lucas Belvaux
    - La Mauvaise Éducation (La mala educación) – Réal. : Pedro Almodóvar
    - Goodbye, Dragon Inn (不散) – Réal. : Tsai Ming-liang
    - Last Life in the Universe (เรื่องรัก น้อยนิด มหาศาล) – Réal. : Pen-Ek Ratanaruang
    - Moolaadé – Réal. : Ousmane Sembène
    - Le Retour (Возвращение) – Réal. : Andrey Zvyagintsev
- 2006 : Truman Capote (Capote) – Réal. : Bennett Miller
  - 2046 – Réal. : Wong Kar-wai
  - Nos meilleures années (La meglio gioventù) – Réal. : Marco Tullio Giordana
  - Le Secret de Brokeback Mountain (Brokeback Mountain) – Réal. : Ang Lee
  - Moi, toi et tous les autres (Me and You and Everyone We Know) – Réal. : Miranda July
  - Mysterious Skin – Réal. : Gregg Araki
- 2007 : Caché – Réal. : Michael Haneke
  - Temporada de patos – Réal. : Fernando Eimbcke
  - Half Nelson – Réal. : Ryan Fleck
  - Inland Empire – Réal. : David Lynch
  - Shortbus – Réal. : John Cameron Mitchell
  - Sorry, Haters – Réal. : Jeff Stanzler
- 2008 : Once – Réal. : John Carney
  - Linda Linda Linda (リンダ リンダ リンダ) – Réal. : Nobuhiro Yamashita
  - La Vie des autres (Das Leben der Anderen) – Réal. : Florian Henckel von Donnersmarck
  - No Country for Old Men – Réal. : Joel et Ethan Coen
  - Protagonist – Réal. : Jessica Yu
  - There Will Be Blood – Réal. : Paul Thomas Anderson
- 2009 : De l'autre côté (Auf der anderen Seite ou Yaşamın Kıyısında) – Réal. : Fatih Akın
  - 4 mois, 3 semaines, 2 jours (4 luni, 3 săptămâni şi 2 zile) – Réal. : Cristian Mungiu
  - Be Happy (Happy-Go-Lucky) – Réal. : Mike Leigh
  - Morse (Låt den rätte komma in) – Réal. : Tomas Alfredson
  - Winnipeg mon amour (My Winnipeg) – Réal. : Guy Maddin

### Années 2010
- 2010 : Démineurs (The Hurt Locker) – Réal. : Kathryn Bigelow
  - 35 rhums – Réal. : Claire Denis
  - Bad Lieutenant : Escale à La Nouvelle-Orléans (The Bad Lieutenant: Port of Call New Orleans) – Réal. : Werner Herzog
  - Still Walking (歩いても 歩いても) – Réal. : Hirokazu Koreeda
  - Le Ruban blanc (Das weiße Band) – Réal. : Michael Haneke
- 2011 : Winter's Bone – Réal. : Debra Granik
  - J'ai tué ma mère – Réal. : Xavier Dolan
  - Rendez-vous l'été prochain (Jack Goes Boating) – Réal. : Philip Seymour Hoffman
  - Le Discours d'un roi (The King's Speech) – Réal. : Tom Hooper
  - Mother (마더) – Réal. : Bong Joon-ho
  - Contracorriente – Réal. : Javier Fuentes-León
- 2012 : The Artist – Réal. : Michel Hazanavicius
  - Another Year – Réal. : Mike Leigh
  - Pariah – Réal. : Dee Rees
  - Poetry (시) – Réal. : Lee Chang-dong
  - Week-end (Weekend) – Réal. : Andrew Haigh
- 2013 : Le Monde de Charlie (The Perks of Being a Wallflower)– Réal. : Stephen Chbosky
  - Les Bêtes du sud sauvage (Beasts of the Southern Wild)
  - Bullhead  (Rundskop)
  - Monsieur Lazhar
  - Tyrannosaur

- 2014 : Le Passé – Réal. : Asghar Farhadi
  - The Act of Killing (Jagal)
  - Frances Ha
  - La Chasse (Jagten)
  - Paradis : Foi (Paradies: Glaube)
  - States of Grace (Short Term 12)